# Amt Heusdorf
Das Amt Heusdorf war eine territoriale Verwaltungseinheit der Ernestinischen Herzogtümer. Es wurde 1536 aus fünf zum aufgelösten Kloster Heusdorf gehörigen Orten gebildet. Das Amt gehörte von 1572 bis 1603 zum Herzogtum Sachsen-Weimar, von 1603 bis 1672 zum Herzogtum Sachsen-Altenburg, danach bis 1690 zum Herzogtum Sachsen-Jena, anschließend wieder zu Sachsen-Weimar und seit 1741 zum Herzogtum Sachsen-Weimar-Eisenach. Nach der Erhebung Sachsen-Weimar-Eisenachs zum Großherzogtum im Jahr 1815 wurde das Amt Heusdorf im Jahr 1818 aufgelöst.
Bis zu seiner Auflösung im Jahr 1818 bildete das Amt den räumlichen Bezugspunkt für die Einforderung landesherrlicher Abgaben und Frondienste, für Polizei, Rechtsprechung und Heeresfolge.

## Geographische Lage
Das Amt Heusdorf lag südlich und östlich von Apolda in Tal der unteren Ilm. Einzig Stiebritz lag vom Amtsgebiet abgesondert auf der Ilm-Saale-Platte.
Das Amtsgebiet liegt heute im Nordosten des Freistaats Thüringen und gehört bis auf Stiebritz zur Stadt Apolda im Landkreis Weimarer Land. Stiebritz gehört zur Gemeinde Hainichen im Saale-Holzland-Kreis.

## Angrenzende Verwaltungseinheiten
- Nordwest: Amt Roßla (1572 zum Herzogtum Sachsen-Weimar, 1603 zum Herzogtum Sachsen-Altenburg, 1672 zu Sachsen-Weimar, ab 1741 zum Herzogtum Sachsen-Weimar-Eisenach)
- Nordosten, Osten und Süden: Amt Dornburg (1572 zum Herzogtum Sachsen-Weimar, 1603 zum Herzogtum Sachsen-Altenburg, 1672 zum Herzogtum Sachsen-Jena, 1690 zum Herzogtum Sachsen-Weimar, ab 1741 zum Herzogtum Sachsen-Weimar-Eisenach)
- Südosten: Exklave Stobra/Hermstedt des Amts Kapellendorf (Stadt Erfurt, 1508 wettinischer Pfandbesitz, 1667 zum Herzogtum Sachsen-Weimar, ab 1741 zum Herzogtum Sachsen-Weimar-Eisenach)
- Südwesten: Amt Weimar (Herzogtum Sachsen-Weimar, ab 1741 Herzogtum Sachsen-Weimar-Eisenach)
- Westen: Stadt Apolda (1572 zum Herzogtum Sachsen-Weimar, 1603 zu den Herzogtümern Sachsen-Weimar und Sachsen-Altenburg, 1634 zum Herzogtum Sachsen-Altenburg, 1672 zum Herzogtum Sachsen-Jena, 1690 zum Herzogtum Sachsen-Weimar, ab 1741 zum Herzogtum Sachsen-Weimar-Eisenach)

Stiebritz grenzte im Norden und Westen an das ernestinische Amt Dornburg und im Osten an die zum ernestinischen Amt Jena gehörige Exklave Hainichen. Im Süden lag die zum kursächsischen Amt Eckartsberga gehörige Exklave der Kommende Zwätzen, die 1815 zu Sachsen-Weimar-Eisenach kam und dem Amt Jena angegliedert wurde.

## Geschichte
Das Benediktinerinnenkloster St. Gotthard zu Heusdorf wurde 1123 gegründet. Durch umfangreiche Schenkungen unter anderem der Herren von Isserstedt sowie der Schenken und Vitzthume von Apolda entwickelte sich das Kloster zu einem einflussreichen Grundherrn in der Region. Im Zuge der Reformation wurde es 1536 in ein landesherrliches Amt (sogenanntes „Klosteramt Heusdorf“) umgewandelt. Zu diesem gehörten zu dieser Zeit die Orte Heusdorf, Herressen, Nauendorf, Schöten und ein Teil von Stiebritz. Im Jahr 1544 erwarb die Familie von Denstedt sowohl das Klosteramt Heusdorf als auch die Anteile von Stiebritz, die bisher zum Klosteramt Bürgel gehörten, wodurch Stiebritz vollständig zum Amt Heusdorf kam. Das Amt Heusdorf blieb bis 1595 im Besitz dieser Familie.
Nach der Wittenberger Kapitulation 1547 kam das Amt Heusdorf zum Herzogtum Sachsen der Ernestiner. Bei Erfurter Teilung im Jahr 1572 kam es an das Herzogtum Sachsen-Weimar und bei dessen Teilung im Jahr 1603 an das Herzogtum Sachsen-Altenburg. Von 1643 bis 1647 war es an die Herren von Witzleben verpachtet. Nach dem Aussterben der Linie Sachsen-Altenburg fiel das Amt Heusdorf im Jahr 1672 an Sachsen-Weimar zurück, wurde aber bei der anschließenden Landesteilung dem Herzogtum Sachsen-Jena zugewiesen. Nachdem die Linie Sachsen-Jena bereits 1690 erloschen war, fiel das Amt Heusdorf wieder an Sachsen-Weimar zurück. Seit 1691 war es dem Amt Kapellendorf als Rentamt zugeordnet, behielt jedoch seine eigene Finanzverwaltung. Mit der Vereinigung der Herzogtümer Sachsen-Weimar und Sachsen-Eisenach im Jahr 1741 gehörte das Amt Heusdorf zum Herzogtum Sachsen-Weimar-Eisenach.
Durch die Auswirkungen des Wiener Kongresses wurde das Herzogtum Sachsen-Weimar-Eisenach im Jahr 1815 zum Großherzogtum erhoben. Durch die damit verbundenen Gebietszugewinne wurden die Ämter des Großherzogtums neu gegliedert. Bei der 1818 erfolgten Auflösung des  Amts Heusdorf kamen Heusdorf, Nauendorf, Herressen und Schöten an das Amt Roßla. Das von diesen Orten getrennt liegende Stiebritz wurde dem Amt Dornburg angegliedert.

## Zugehörige Orte
Amtsdörfer
- Heusdorf
- Herressen
- Nauendorf
- Schöten
- Stiebritz (vollständig erst seit 1544)

Dem Amt war außerdem die landesherrliche Verwaltung der Stadt Apolda anvertraut.
Wüstungen
- Lichtendorf (bei Stiebritz)
- Oberkösnitz (bei Kösnitz)